# Otto Treßler
Otto Treßler, nato Otto Karl August Meyer (Stoccarda, 13 aprile 1871 – Vienna, 27 aprile 1965), è stato un attore tedesco naturalizzato austriaco.

## Filmografia parziale
- La giovinezza di una grande imperatrice (Mädchenjahre einer Königin), regia di Erich Engel (1936)
- La collana della principessa (Prinzessin Sissy), regia di Fritz Thiery (1939)
- 1º aprile 2000! (1. April 2000), regia di Wolfgang Liebeneiner (1952)
- L'amore di una grande regina (Mädchenjahre einer Königin), regia di Ernst Marischka (1954)
- La principessa Sissi (Sissi), regia di Ernst Marischka (1955)